# Trine Tangeraas
Trine Tangeraas (Kristiansand, 26 de fevereiro de 1971) é uma futebolista norueguesa. campeã olímpica

## Carreira
Foi medalhista olímpica de bronze pela seleção de seu país em 1996, ela marcou um gol nesta edição.